# 趙士賢
趙士賢（1460年—1511年），字孟希，湖廣荊州府石首縣人，民籍，明朝政治人物。

## 生平
湖廣鄉試第三十五名舉人。弘治六年（1493年）中式癸丑科會試第二十九名，二甲第十三名進士。考选庶吉士，初授户科给事中，丁母刘孺人丧，服阕，改授兵科，歷兵科都給事中，劉瑾柄政時落職为民。正德六年（1511年）二月起陞江西左參政。正德六年九月二日病卒，年五十二。

## 家族
曾祖趙葵，達縣縣丞；祖父趙遂，巡檢；父趙敔，蓬州訓導。母劉氏。具庆下。弟士能、士俊、士伟。